# Buzet-sur-Baïse
 Buzet-sur-Baïse  là một xã thuộc tỉnh Lot-et-Garonne trong vùng Nouvelle-Aquitaine phía tây nam nước Pháp. Xã này nằm ở khu vực có độ cao trung bình 22-143 mét trên mực nước biển.